# Franz Ludwig Jakob von Haine
Franz Ludwig Jakob von Haine (* 13. Juni 1767 in Königsberg; † 14. August 1837 in Cunnersdorf) war ein preußischer Generalmajor.

## Leben

### Herkunft
Seine Eltern waren der preußische Leutnant Johann Ludwig von Haine (* 28. November 1715; † 18. März 1772) und dessen Ehefrau Eleonore, geborene Knechel (* 3. April 1739; † 14. Mai 1786).

### Militärkarriere
Haine wurde 1782 als Gefreitenkorporal im Garnisonsregiment Nr. 8 der Preußischen Armee angestellt und avancierte am 31. Dezember 1785 zum Fähnrich, bevor er am 9. Mai 1787 als Sekondeleutnant in das Füsilier-Bataillon Nr. 11 (1. Ostpreußische Füsilier-Brigade) versetzt wurde. Mit dem Bataillon nahm er 1794 am Feldzug in Polen teil und kämpfte in den Gefechten bei Rajgrad und Piontnicka. Am 5. November 1800 wurde er Premierleutnant und am 26. Dezember 1806 Stabskapitän. Während des Vierten Koalitionskrieges kämpfte Haine in den Gefechten bei Waltersdorf und Braunsberg.
Nach dem Krieg kam Haine am 1. Juli 1808 zum 1. Ostpreußischen Infanterie-Regiment. Am 24. April 1810 wurde er Hauptmann und kam als Kompaniechef in das 1. Westpreußische Infanterie-Regiment. Im Feldzug von 1812 kämpfte Haine in den Gefechten bei Eckau, Gräfenthal und Dahlenkirchen. Für Dahlenkirchen erhielt er eine Belobigung. Am 4. Mai 1813 stieg er zum Major auf und wurde Kommandeur der Füsiliere des Regiments. Während der Befreiungskriege kämpfte Haine in den Schlachten bei Bautzen, Leipzig, Laon, Paris, Ligny, Belle Alliance sowie den Gefechten bei Königswartha, Villers-Cotterets, Beanval, Claye, Fismes, Gilly und den Belagerungen von Erfurt und Laon. Er erwarb in Leipzig das Eiserne Kreuz II. Klasse, bei Königswartha den Orden des Heiligen Wladimir IV. Klasse und bei Villers-Cotterets das Eiserne Kreuz I. Klasse.
Nach dem Krieg wurde Haine am 3. Oktober 1815 zum Oberstleutnant befördert. Am 30. März 1821 kam er als Oberst mit Patent vom 31. März 1821 in das 6. Infanterie-Regiment. Am 13. Juni 1826 erhielt er wegen seines schlechten Gesundheitszustandes mit einer jährlichen Pension von 1750 Talern als Generalmajor seinen Abschied. Am 6. Januar 1836 wurde ihm noch das Dienstkreuz verliehen, bevor Haine am 14. August 1837 in Cunnersdorf starb.
In seiner Beurteilung aus dem Jahr 1821 heißt es: „Der Oberst von Haine ist sowohl als Mensch wie als Soldat sehr achtungswürdig, hat sowohl im Kriege wie im Frieden sein Bataillon stets gut geführt und sich die Liebe seiner Vorgesetzten erworben. Die Erfahrungen, welche er sich vor dem Friede erworben hat, wendet er nach Kräften zur Instruktion seiner Untergebenen an. Derselbe ist jetzt gänzlich wider hergestellt und seine lange Krankheit ist nach ärztlich Zeugnis in ihren Folgen völlig behoben. Dies scheint denn auch seine bisherige Dienstführung zu bestätigen, indem derselbe jeden Dienst zu Fuß und zu Pferde selbst verrichten kann.“

### Familie
Haine heiratete am 20. Dezember 1793 in Königsberg Johanna Sophie Weber (* 20. Juni 1757), verwitwete Freiin von Korff. Die Ehe wurde am 4. Mai 1809 geschieden.
Am 2. Juni 1823 heiratete er in Glogau Johanna Dorothea Bunzler (* 28. Oktober 1792; † 10. April 1826). Nach dem Tod seiner zweiten Frau heiratete er am 15. August 1826 Johanna Christine Seibel (* 26. Oktober 1801; † 23. August 1866). Haine hatte drei Söhne und drei Töchter, darunter:
- Louis Wilhelm Gustav (* 24. Februar 1816; † 5. Juli 1892), Oberstleutnant a. D.
- Oskar Adalbert Hugo (* 9. März 1833)
- Agnes Agelika Laura (* 29. Juli 1828; † 8. Januar 1915) ⚭ 1849 Friedrich Ferdinand Alexander von Reiswitz (* 1. Dezember 1813; † 16. Januar 1876).[5]